# Cratere Jezža
Jezža  è un cratere sulla superficie di Marte.